# یانگا (کنگاژواتس)
یانگا (به صربی: Janja) یک منطقهٔ مسکونی در صربستان است که در Knjaževac واقع شده‌است. یانگا ۳۷ نفر جمعیت دارد.